# Loi sur l'exposition extra-terrestre

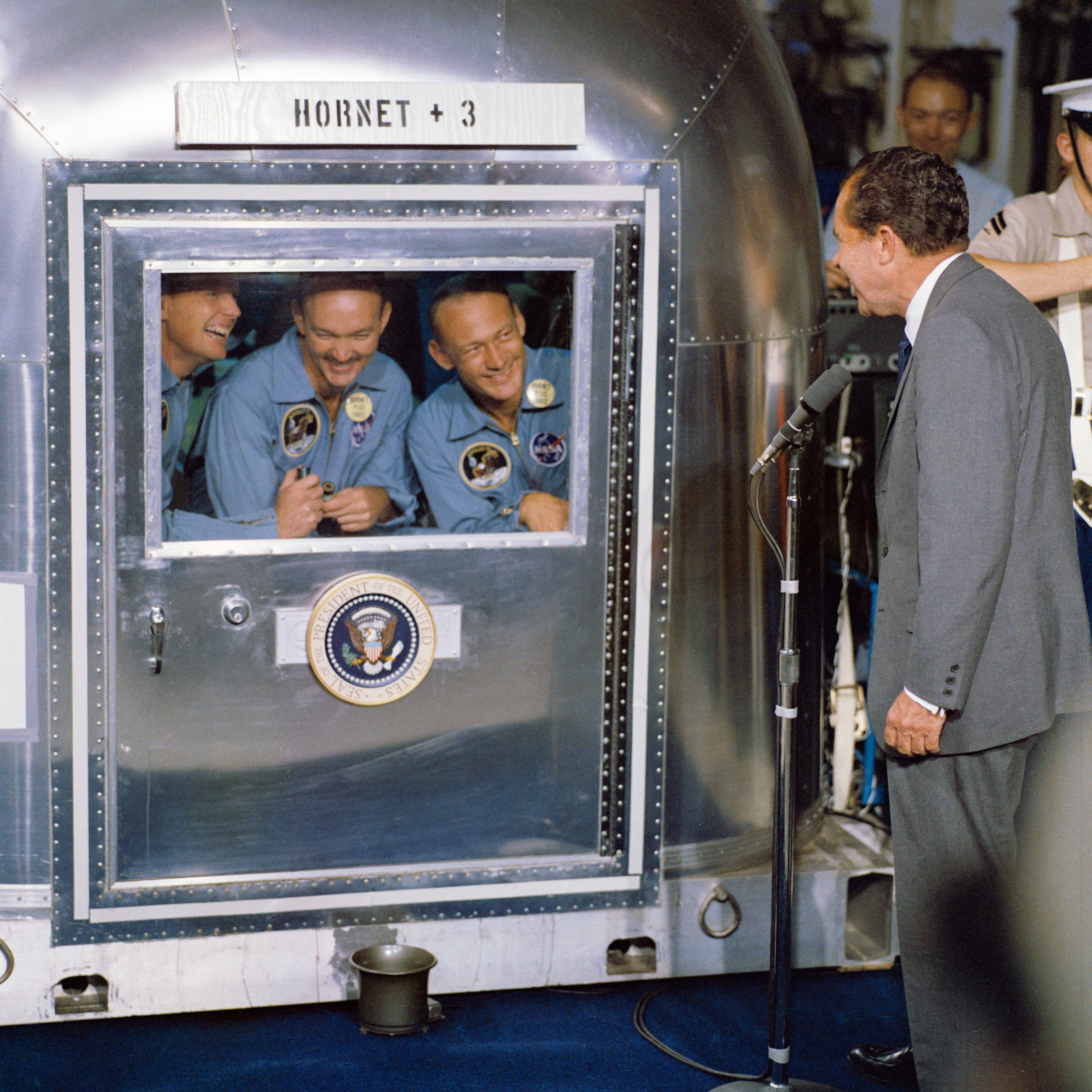
À bord du, le président des États-Unis Richard Nixon parlant avec les astronautes d'Apollo 11 pendant leur confinement dans le mobile quarantine facility le 24 juillet 1969.

La loi sur l'exposition extraterrestre (anglais : Extra-Terrestrial Exposure Law), en vigueur de 1969 à 1997, est le nom populaire des règlements adoptés par la National Aeronautics and Space Administration (NASA) en 1969 pour officialiser sa politique, sa responsabilité et son autorité en matière de protection de la Terre contre toute contamination nocive résultant du retour sur Terre du personnel, des engins spatiaux et autres biens après leur atterrissage sur ou dans l'enveloppe atmosphérique d'un corps céleste. Mis en place avant la mission Apollo 11, elle a donné à la NASA l'autorité légale pour imposer une période de quarantaine pour les astronautes de retour d'une mission lunaire.

## Définition
En 1969, une loi des États-Unis, appelée « loi sur l'exposition extraterrestre », a déclaré que toute personne exposée à des milieux extraterrestres, ou à des objets d'origine extraterrestre, pouvait être mise en quarantaine sous garde armée par un administrateur de la NASA. Cette loi devait protéger la Terre contre une contamination biologique résultant du programme spatial Apollo et d'autres programmes d'exploration spatiale et ainsi empêcher la propagation d'une éventuelle infection.
Par exposition extra-terrestre, on entend l'état de toute personne, de tout bien, de tout animal ou de toute autre forme de vie ou de matière, qui s'est trouvée à l'extérieur de l'enveloppe atmosphérique ou sur tout autre corps céleste ; ou qui a touché directement ou a été à proximité immédiate (ou a été exposé indirectement) à une personne, un bien, un animal ou toute forme de vie ou de matière qui a été exposée à l'extérieur de la Terre.
On entend par quarantaine la détention, l'examen et la décontamination de tout sujet exposée à l'extérieur de la Terre, y compris l'arrestation ou la saisie de ce sujet. La période de quarantaine est une période de jours civils consécutifs établie conformément à l'article 1211.104 de la loi sur l'exposition extraterrestre.
L'administrateur est libre de déterminer le début et la durée d'une période de quarantaine, de désigner par écrit des agents de quarantaine pour exercer l'autorité, de juger si une personne a été exposée à l'extérieur de la terre et la mettre en quarantaine. La quarantaine ne peut être fondée que sur la détermination, avec ou sans audition, qu'il existe un motif probable de croire que cette personne a été sujette à une exposition extraterrestre. Le même administrateur décide l'emplacement, les limites et les règles de fonctionnement des stations de quarantaine.
Pendant toute période de quarantaine, personne ne peut entrer dans les limites de la station de quarantaine ou en sortir sans l'autorisation de l'agent de la NASA. Pendant cette période, le périmètre affiché d'une station de quarantaine doit être sécurisé par un garde armé. Toute personne qui pénètre dans les limites d'une station de quarantaine est devenue exposée à des risques extra-terrestres.

## Abolition
La loi sur l'exposition extraterrestre a été retirée en 1991, la NASA ayant déterminé qu'elle avait atteint son but et qu'elle n'était plus conforme à la politique du moment. Cette loi n'est donc plus en vigueur.